# Předbojov
Předbojov (německy Pschedbojow) je samota, část městyse Borotín v okrese Tábor v Jihočeském kraji. Nachází se asi čtyři kilometry severozápadně od Borotína. Jsou zde evidovány dvě adresy. V roce 2011 zde trvale žili tři obyvatelé.
Předbojov leží v katastrálním území Libenice u Tábora o výměře 4,61 km². Počet obyvatel je 5.

## Historie
První písemná zmínka o vesnici pochází z roku 1545.

## Obyvatelstvo
| Rok            | 1869 | 1880 | 1890 | 1900 | 1910 | 1921 | 1930 | 1950 | 1961 | 1970 | 1980 | 1991 | 2001 | 2011 | 2021 |
| -------------- | ---- | ---- | ---- | ---- | ---- | ---- | ---- | ---- | ---- | ---- | ---- | ---- | ---- | ---- | ---- |
| Počet obyvatel | 13   | 16   | 13   | 10   | 11   | 13   | 11   | 10   | 13   | 9    | 4    | 3    | 0    | 3    | 5    |
| Počet domů     | 2    | 2    | 2    | 2    | 2    | 2    | 2    | 2    | 2    | 2    | 2    | 2    | 2    | 2    | 2    |

## Obecní správa
Při sčítání lidu v letech 1850–1975 Předbojov byl osadou obce Libenice, se kterým patřil nejprve do okresu Sedlčany, ale v roce 1950 v okrese Votice a od roku 1960 v okrese Tábor. Od 1. července 1975 je částí městyse Borotín v okrese Tábor.

## Galerie

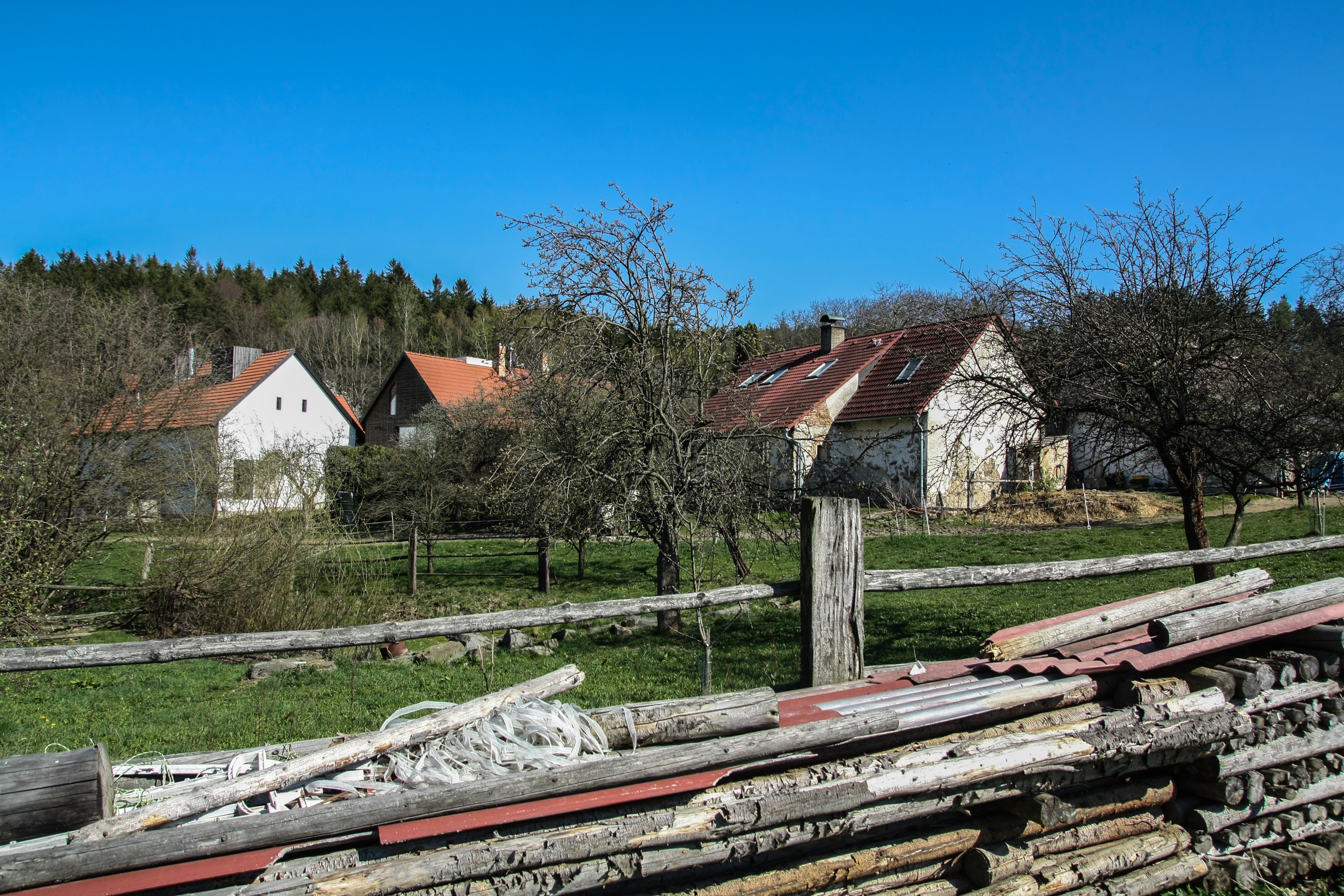
Domy (2019)
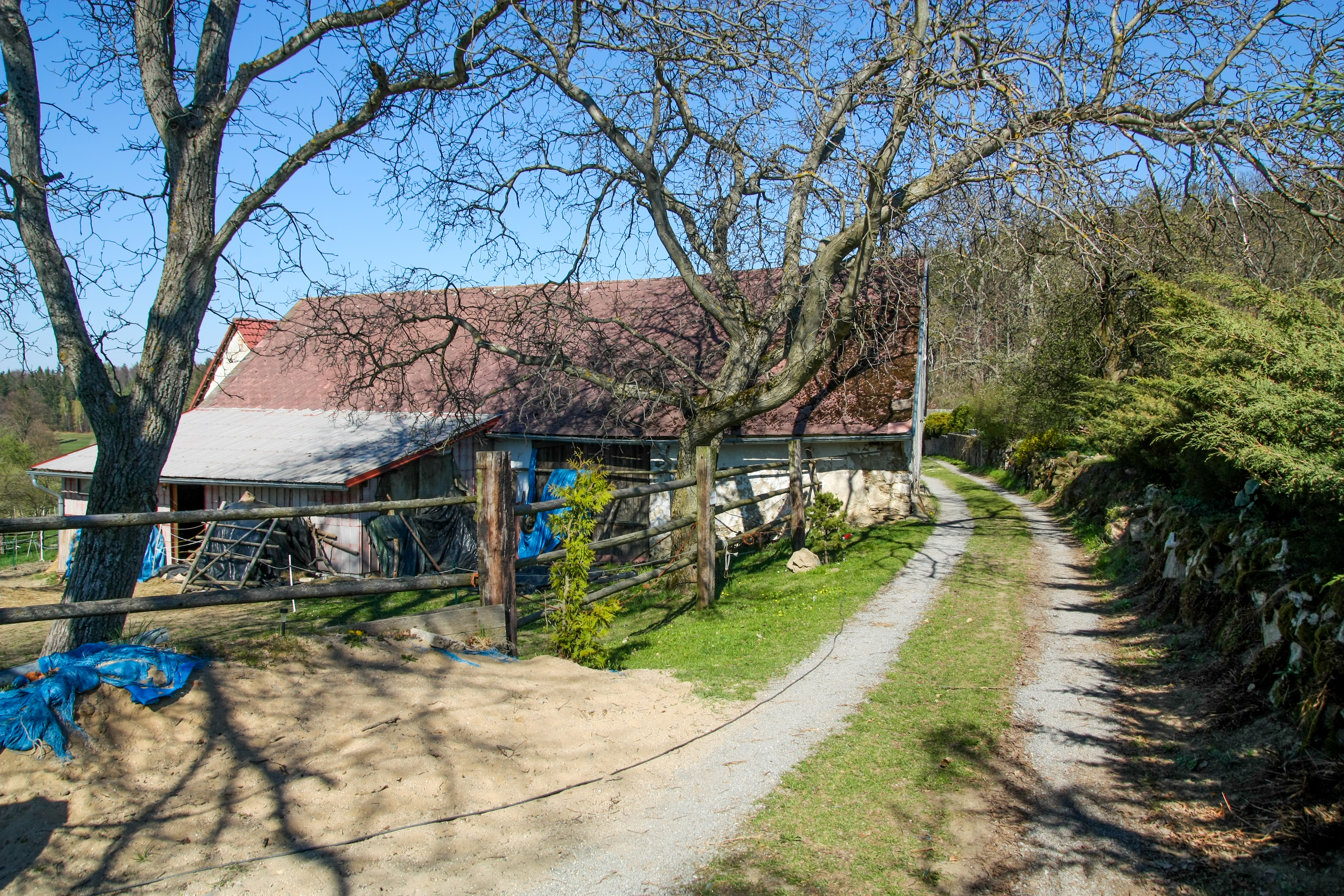
Dům (2019)
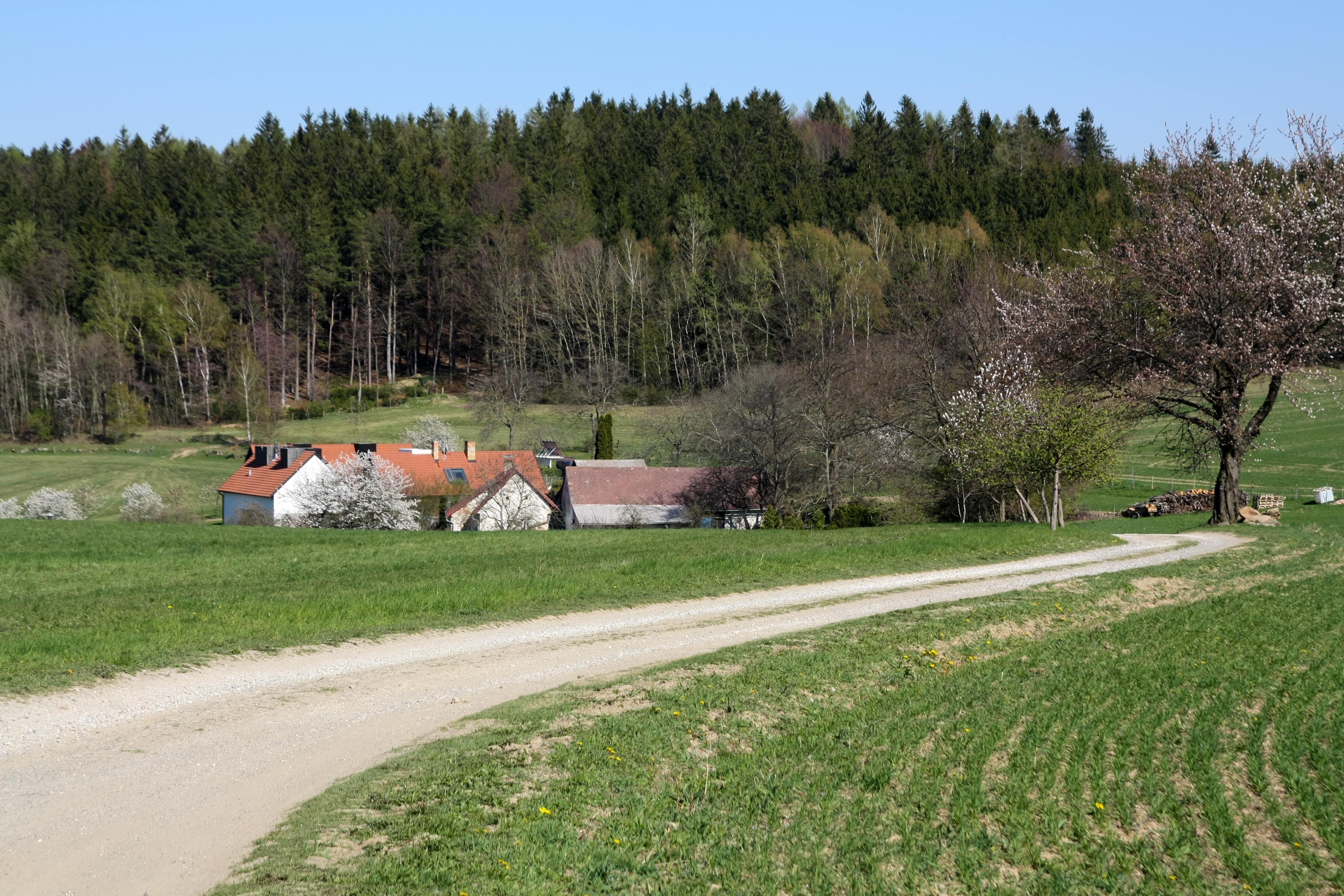
Cesta k samotě (2019)